# Mohammed Ould Mokhtar
Mohammed Ould Mokhtar, net d'Aghrich, fou el primer emir de Brakna de la branca jove dels Oulad Abd Allah, els les Oulad Siyed. Hauria succeït a Ahmeïada, fill o net d'Ahomel Heïba, dels Oulad Normach vers el 1766.
Els Oulad Siyed estaben establerts entre el llac d'Aleg i el riu Senegal. El seu pare Mokhtar, xeïc dels Oulad Siyed, havia estat enterrat à Oumm Djeljel, prop de Regba, i el seu avi Aghrich, mort de malaltia, estava enterrat a Taboumlib, prop d'Ouezzan. El seu besavi Seddoum, pare d'Aghrich, va morir en una ràtzia i fou enterrat a Oumm Abboun, el Zemmour. I el seu rebesavi Siyed, l'ancestre epònim, fou enterrat a l'Agan.
Els Oulad Siyed sols o amb els Oulad Normach, van fer moltes incursions a la regió de Futa (Futa Toro) i van lliurar una guerra de set anys vers el 1770. El 1767 els britànics del Senegal pagaven els drets de duana a Mohammed Ould Mokhtar. El 1785 eren els francesos els que pagaven aquests drets i el governador, el senyor de Repentigny, va signar un tractat d'amistat amb el «roi» (segons el text francès) o «sultan» (segons el text àrab) dels Brakna, pel que es regulava el comerç de la goma, permetent l'establiment d'una factoria a Podor i encoratjant a l'emir a atacar les caravanes que anessin a comerciar amb els britànics a Portendick. L'emir rebia 400 peces de Guinea anuals, 100 fusells, 200 barrils de polvorí i algunes altres coses per ells i els seus parents.
Mohammed ould Mokhtar, aliat als Id Ou Aïch, va fer la guerra al seu veí Eli Kouri de Trarza al qual hauria arrabassat la dona preferida. Poc abans de 1786 es va lliurar una batalla prop dels pous d'In Temadhi en què els trarza vençuts van haver de fugir a l'oest fins a Kheroufa, on se'ls van reunir forces aliades amb les quals van plantar cara als brakna, i la situació es va invertir. Poc després els brakna van demanar ajut als fulbe (o als tuculors) i el combat final va tenir lloc a 20 llegues de Saint Louis del Senegal l'octubre de 1786, en el qual Eli Kouri va morir. Amb aquesta victòria l'emir es va envalentir i va cometre algunes descortesies i humiliacions envers els comerciants francesos de la goma i el 29 de març de 1793 la república decretava que no es podien tenir relacions amb ell, però va tenir molt poc efecte. El 1799 la guerra era imminent; uns enviats de l'emir de Trarza, Amar Koumba, van anar a Saint Louis a advertir que l'emir de Brakna estava a punt d'envair el país i havia havia enviat al seu fill Aghrich a la cort d'Amar Koumba per demanar-li suport, que l'emir de Trarza havia refusat.
La invasió mai es va produir perquè Mohamed va morir probablement el 1800. El va succeir el seu germà Sidi Eli I Ould Mukhtar.